# Osvaldo Hernández
Osvaldo Hernández Chambert (ur. 11 lipca 1970 w Camagüey) – były kubański siatkarz, grający na pozycji atakującego, wcześniej również jako środkowy. Wielokrotny reprezentant Kuby, złoty medalista Ligi Światowej 1998 i brązowy medalista Mistrzostw Świata 1998.

## Kariera klubowa
W pierwszych latach swojej kariery występował w rodzimej lidze. W 1995 roku dostał zgodę na wyjazd do Europy. W sezonie 1995/1996 występował w Olympiakosie Pireus, z którym zajął 4. miejsce w lidze greckiej oraz zdobył Puchar Europy Zdobywców Pucharów. Po zakończeniu sezonu ponownie powrócił na Kubę. W 1998 roku trafił do ligi włoskiej. W sezonie 1998/1999 bronił barw Iveco Palermo, z którym wygrał Puchar CEV. W kolejnym sezonie występował w klubie Piaggio Roma, z którym zdobył mistrzostwo Włoch oraz Puchar CEV.
Po porażce w ćwierćfinale igrzysk olimpijskich z Rosją w 2000 roku rząd kubański zabronił siatkarzom występować w zagranicznych klubach. W 2002 roku Osvaldo opuścił Kubę (nie został jednak uznany za uciekiniera, dzięki czemu po zakończeniu kariery sportowej mógł powrócić do kraju). W styczniu 2002 roku ponownie dołączył do Roma Volley, następnie przeniósł się do Bossini Gabeca Montichiari, gdzie grał od listopada 2002 roku.
W sezonie 2003/2004 grał w Coprasystel Ventaglio Piacenza. W przerwie ligowej wyjechał na Portoryko, gdzie wraz z klubem Changos de Naranjito zdobył mistrzostwo kraju. W latach 2004–2006 bronił barw klubu RPA-LuigiBacchi.it Perugia, z którym zdobył Puchar CEV. Po zakończeniu sezonu 2004/2005 grał gościnnie w katarskim klubie Ar-Rajjan.
W 2006 roku przeniósł się do M. Roma Volley, gdzie grał do końca sezonu 2007/2008. W sezonie 2008/2009 przeniósł się do ligi greckiej – do zespołu GS Lamia. W marcu 2009 roku powrócił do M. Roma Volley, gdzie dokończył sezon.
Od listopada 2009 roku do stycznia 2010 roku występował w Aran Cucine Abruzzo Pineto. Na początku 2010 roku dostał się do ligi koreańskiej, gdzie grał w Hyundai Capital Skywalkers. Zastąpił w tym klubie Matthew Andersona. Z Hyundai Capital Skywalkers zdobył wicemistrzostwo Korei. Po sezonie 2009/2010 zakończył karierę sportową.

## Sukcesy klubowe
Puchar Europy Zdobywców Pucharów:
- 1996

Puchar CEV:
- 1999, 2000
- 2004

Mistrzostwo Włoch:
- 2000
- 2004, 2005

Mistrzostwo Portoryko:
- 2004

Puchar CEV:
- 2008

Mistrzostwo Korei Południowej:
- 2010

## Sukcesy reprezentacyjne
Liga Światowa:
- 1998
- 1992, 1994, 1997, 1999
- 1995

Igrzyska Panamerykańskie:
- 1995

Mistrzostwa Świata:
- 1998

Puchar Świata:
- 1999

## Nagrody indywidualne
- 1995: Najlepszy atakujący fazy interkontynentalnej Ligi Światowej
- 1998: Najlepszy atakujący i punktujący Ligi Światowej
- 1999: MVP i najlepszy punktujący Ligi Światowej
- 1999: Najlepszy zagrywający Pucharu Świata
- 2000: Najlepszy zagrywający włoskiej Serie A w sezonie 1999/2000
- 2000: Najlepszy zagrywający Igrzysk Olimpijskich w Sydney